# WASP-39b
WASP-39b es un planeta extrasolar "Saturno caliente" descubierto en 2011 por el proyecto WASP notable por contener una cantidad sustancial de agua en su atmósfera.
WASP-39b está en la constelación de Virgo, y está a unos 700 años luz de la Tierra.

## Características

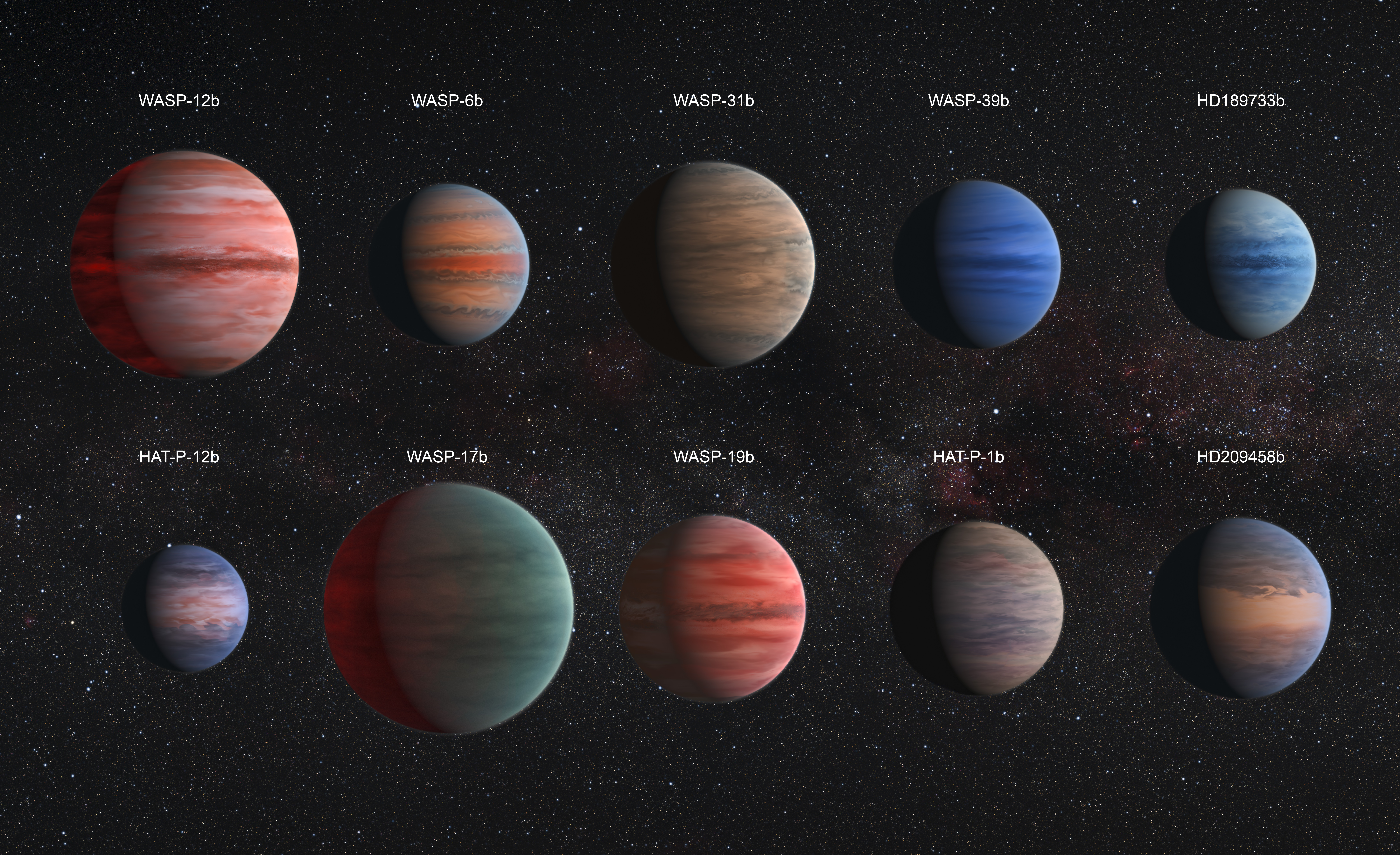
Comparación de exoplanetas "Júpiter caliente", incluido WASP-39b (fila superior, 4º desde la izquierda) (concepto de artista)
WASP-12b, WASP-6b, WASP-31b, WASP-39b, HD 189733b, HAT-P-12b, WASP-17b, WASP-19b, HAT-P-1b y HD 209458b.

WASP-39b tiene una masa de aproximadamente 0,28 veces la de Júpiter y un radio de aproximadamente 1,27 veces la de Júpiter.  El exoplaneta orbita a WASP-39, su estrella anfitriona, cada 4 días. Las moléculas de agua caliente se encontraron en la atmósfera de WASP-39b en un estudio de 2018. 
WASP-39b también es notable por su baja densidad, cerca de la de WASP-17b, el exoplaneta menos denso conocido. Mientras que WASP-17b tiene una densidad de 0.13 ± 0.06 g / cm³, WASP-39b tiene una densidad ligeramente mayor de 0.18 ± 0.04 g / cm³.